# Украинская верховая лошадь

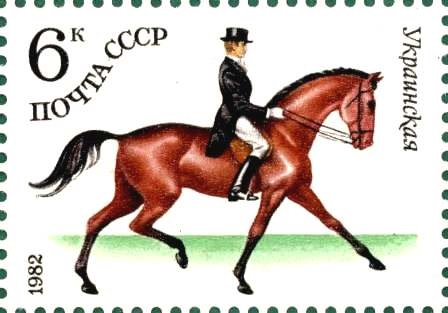
Почтовая марка СССР, 1982 год

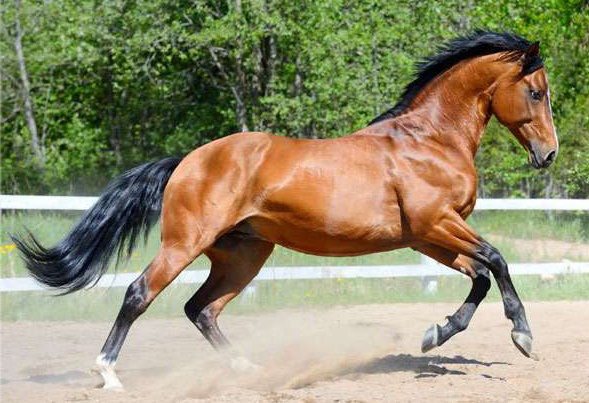
Украинская верховая лошадь.

Украинская верховая (порода), украинская верховая лошадь — относительно новая порода лошадей, выведена в Украине после Второй мировой войны для нужд конного спорта. 
Порода была утверждена в Советском Союзе, в 1990 году, а до этого называлась украинская породная группа.

## История
Создание лошади верхово-упряжного типа на Украине началось сразу же после окончания Второй мировой войны на Украинском конном заводе, куда поступили трофейные лошади. В 1953 начаты работы по выведению верховой породы, что было связано с развитием на Украине конного спорта и участием отечественных спортсменов в Олимпийских играх.
Работы координировались Институтом животноводства Лесостепи и Полесья УССР (сейчас Институт животноводства Национальной академии аграрных наук Украины, г. Харьков) под руководством профессора Д. А. Волкова.
Для выведения украинской верховой использовались лошади более чем 11 пород. Основными из них были: чистокровная верховая, тракененская, венгерская, русская верховая, меньше использовались лошади ганноверской, арабской и ахалтекинской подрод.
Длительная селекционная работа привела к получению большой однородной группы спортивных лошадей, пригодных для классических видов конного спорта (выездки, конкуров, троеборья), конного туризма, проката и национальных игр.
Порода лошадей стала популярной после XIX Олимпийских игр (1968) в Мехико, где спортсмен из СССР Иван Кизимов получил золотую медаль в соревнованиях по высшей школе верховой езды, выступая на 10-летнем темно-гнедом Ихоре. На Московской олимпиаде (1980) три советских всадника — Вера Мисевич на Плоте, Юрий Ковшов на Играке и Виктор Угрюмов на Шквале — стали олимпийскими чемпионами в командном зачете по выездке.
В период с 1975 по 2000 годы на лошадях украинской верховой породы спортсмены 318 раз получали победы или получали призы международных и национальных соревнований по конному спорту, в том числе в выездке — 128, в конкуре — 96, в троеборье — 74.
На первых торгах Киевского международного аукциона по продаже лошадей, который был открыт в 1975 году, продавали только лошадей украинской верховой породы. За 78 голов получено 131 600 долл.
Работа по совершенствованию украинской верховой породы выполняется на семи конных заводах, около 20 племенных фермах, в которых насчитывается почти 1700 голов.

## Характеристика
Украинская верховая насчитывает семь линий, двенадцать семей. Экстерьер лошадей отмечается гармоничным строением тела, голова пропорциональная, с прямым профилем, длинная высоко поставленная шея, глубокая и широкая грудь, прямая спина, длинный, хорошо обмускуленный круп, крепкие конечности.
Замеры жеребцов-производителей украинской породы, записанных в Государственную книгу, следующие: высота в холке — 164,3 см, косая длина туловища — 164,2, обхват груди — 191,2, обхват пясти — 20,8. Основные масти — вороная, караковая, гнедая.
Эта порода отличается тем, что она является качественной, легко тренируемой и послушной, пригодна для всех видов конного спорта.